# Chiesa del Santissimo Crocifisso (Castagneto Carducci)
La chiesa del Santissimo Crocifisso è un edificio sacro che si trova a Castagneto Carducci in via Indipendenza.

## Storia e descrizione
Fu fondata nel 1587 ma l'aspetto attuale si deve agli interventi voluti nel 1912 dal conte Walfredo Della Gherardesca. Sulla facciata a capanna si apre il portale sovrastato da una lunetta a sesto acuto in cui è raffigurata a mosaico l'immagine del Cristo morto. Sul lato destro si trova una seconda porta conclusa da una lunetta a tutto sesto con lo stemma Della Gherardesca.
Lungo le pareti interne corre una semplice decorazione pittorica che simula un basamento marmoreo con inserti di forma geometrica. Tra gli arredi originali, l'altare a sarcofago - che contiene la statua del Cristo morto - impreziosito da un pannello in legno dorato che si apre al centro a forma di croce, e l'opera più preziosa a cui è dedicato l'edificio, il  Crocifisso ligneo quattrocentesco. L'opera venne ritrovata tra i ruderi del monastero di San Colombano di Donoratico, fondato in epoca longobarda, che fu distrutto assieme al castello.
Il crocifisso viene conservato in una teca chiusa, scoperta due volte l'anno, il 3 maggio e il 14 settembre, inoltre ogni tre anni viene portato in processione nelle feste Triennali in cui è particolarmente venerato.